# التاویلا ایرپینا
التاویلا ایرپینا (به ایتالیایی: Altavilla Irpina) یک سکونتگاه مسکونی در ایتالیا است که در استان آولینو واقع شده‌است.

## خصوصیات
التاویلا ایرپینا ۱۴٫۱۰ کیلومتر مربع مساحت و ۴٬۲۳۳ نفر جمعیت دارد و ۳۳۴ متر بالاتر از سطح دریا واقع شده‌است.